# 中原猶介
中原 猶介（なかはら なおすけ、天保3年4月8日（1832年5月8日） – 慶応4年8月7日（1868年9月22日））は、日本の武士（薩摩藩士）、蘭学者・科学者・兵学者。名は尚勇、号は鉄心斎。通称は猶介。

## 来歴・人物

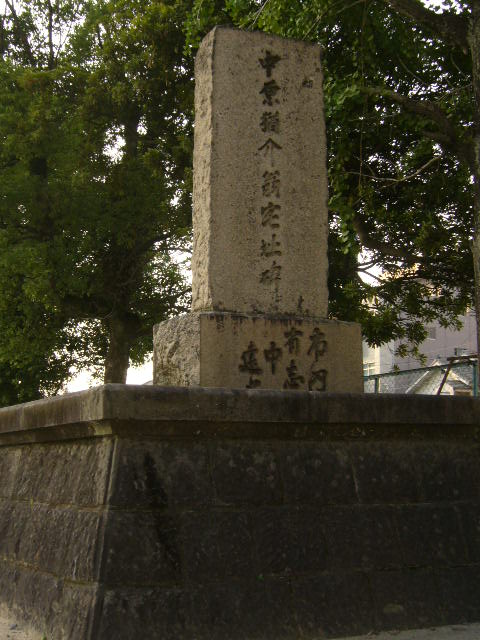
中原猶介翁宅址碑（表面）

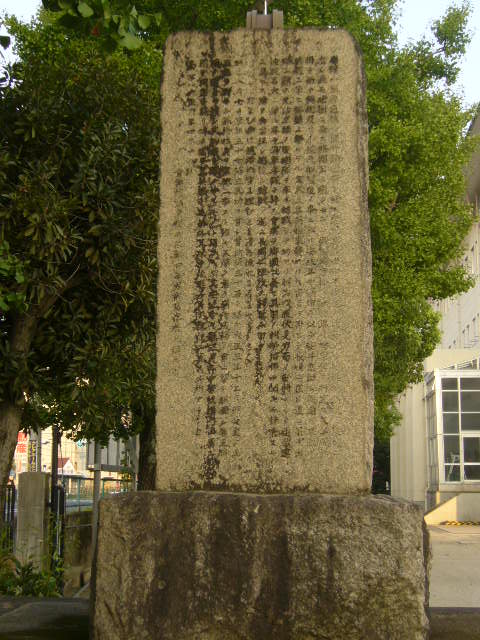
中原猶介翁宅址碑（裏面）

文献によっては「猶介」に「ゆうすけ」とルビを振っているものもあるが、他に「尚介」の表記も散見されるため、「なおすけ」の読みが正しいとみられる。
天保3年（1832年）4月8日、現在の鹿児島市上之園町（の一部、地番整理前は上荒田町に属した）生まれ。幼少より蘭学や舎密学（せいみがく）に熱中し、嘉永2年（1849年）から3年間、長崎へ出向く機会を得てオランダ人から蘭学を習得した。1851年（嘉永4年）島津斉彬に見出され、集成館事業や薩摩藩水軍増兵、軍艦建造、反射炉建設の職にあたり、近代海軍の礎を築いた。また、薩英戦争に備えて日本初の機械水雷を開発したり、斉彬の命により薩摩切子の着色を研究し、紅色薩摩切子の製作に成功するなど、鹿児島県や日本の近代技術の面で大きな功績を残した。この頃、江戸で学ぶように命じられ、安井息軒のもとで漢学を学んだり、杉田成卿について蘭学を学んだりした。
斉彬の死後は江戸に再留学。江川英龍のもとで学問を習得し、1862年（文久元年）塾頭に就任、後進育成に当たった。息軒門下の頃、偶然に薩摩藩の蒸気軍艦が品川へ入港、息軒は猶介の案内にて艦内を一巡した。猶介は、その軍艦は自分が建造に携わったことを、師である息軒に一言も語らなかったが、息軒は後日その事実を知り、太息して猶介の人となりに膝を打ったという。
元治元年（1861年）軍賦役となり、禁門の変において大砲隊長として活躍した。慶応2年（1866年）の長州再征伐の際は、長崎にて長州藩の軍備品購入の斡旋をした。慶応２年（1866年）、イギリス公使の薩摩藩訪問時には接待役を務め、実弾演習を指揮し披露した。
慶応4年（1868年）の鳥羽・伏見の戦いでは一番砲隊長として出陣する。同年3月に新政府側の海軍参謀に任命されたが、病のため一時帰郷。同年6月に再出征、7月の越後長岡城の戦いに加わり、河井継之助と対陣する。その戦いの最中、右足に銃創を負い、その傷が原因となって、柏崎病院で37年の生涯を閉じた。
最期を迎えるに際しては、蘭学や科学に熱中し信仰していたにもかかわらず、天命と知るや、一切の医学的治療や投薬を退けたという。
鹿児島県立甲南高等学校南門に「中原猶介翁宅址碑」がある。大正5年（1916年）、鹿児島市内有志によって建立され、碑文は島津長丸男爵によるもので、中原は同年12月28日には正五位を贈られた。当初は現在の甲南高正門付近にあったが、1930年の甲南高の前身・鹿児島二中時代、校舎鉄筋改築の際に移築したもの。

## 辞世の句
- よしや身は 越路の雪に うづむとも とくる清水に 名をや流さむ

「たとひ身は　越路の雪に　埋むとも　清き流れに　名をや流さん」とする文献もある。

## 関連文献
- 中原尚徳・中原尚臣『贈正五位中原猶介事蹟稿』1929年
- 鹿児島県立甲南高等学校編『創立五十周年記念誌』1956年
- 鹿児島県教育委員会編『鹿児島県教育史　上巻』1960年
- 鹿児島市教育委員会編『鹿児島市の史跡めぐり人物編』1990年2月